# De Nieuwe Valerius
De Nieuwe Valerius is een gebouw aan de Amstelveenseweg 589 in Amsterdam-Zuid. Het maakt onderdeel uit van het VU medisch centrum.
De geestelijke gezondheid in Amsterdam was sinds lange tijd het gebied van de GGZ inGeest aan de Arent Janszoon Ernststraat. In 2007 begon deze instantie samen te werken met het VU Medisch centrum aan de Boelelaan (om de hoek). Daarbij vond de behandeling en verpleging nog plaats in de Valeriuskliniek. Dit gebouw was steeds minder geschikt voor de opvang en behandeling van psychische patiënten (het werd in 2017 gesloopt). Bovendien waren er problemen door verspreide behandeling van psychosomatische patiënten. Gezien de ouderdom en inrichting van de Valeriuskliniek kon men daar niet langer uit de voeten. Daarop werd besloten een nieuwe vleugel aan het VU Medisch Centrum te bouwen, zodat bij een combinatie van lichamelijke en geestelijke ziekten de behandeling vanuit één gebouw kon plaatsvinden. Een van de redenen om verder te integreren was het feit dat het VU Medisch Centrum traumacentrum is van Noord-West Nederland en ook beschikt over een traumahelikopter. 
Na een periode van drie jaar bouwen vanaf april 2010 werd in 2013 De Westflank geopend. Het werd een volledig nieuw gebouw uit de koker van IAA Architecten. Het architectenkantoor noemde hetzelfde een bakstenen oceaanstomer. Het werd een gebouw met een buitenzijde van baksteen. Op een tweelaags parkeergarage (rondom het VUMC was al jarenlang een tekort aan parkeergelegenheid) is een onderbouw geplaatst. Vanuit die onderbouw stijgen drie torens van vijf etages de lucht in. De tussenliggende ruimten werden vrijgemaakt voor daktuinen en een waterpartij. In een van de torens is ruimte gemaakt voor een gastenverblijf, een soort Ronald McDonald Huis. Naast opvang voor psychiatrische patiënten bracht het VUMC ook haar spoedeisende hulp in het gebouw onder met shockrooms en een reanimatiekamer. Via een doorgang op de begane grond en een loopbrug op de vierde etage kan men direct het ziekenhuis bereiken.    
De verdeling is daarbij is duidelijk: geestelijke gezondheid van 11.000 m², spoedeisende hulp van 3700 m² en een gastenverblijf van 2400 m². De constructie van het gebouw is bovendien zodanig, dat er in de toekomst nog verdiepingen op geplaatst kunnen worden, zonder ingrijpende maatregelen te moeten doorvoeren. Er is tevens rekening gehouden met toekomstige ontwikkelen in de elektronische gezondheidszorg, nieuwe apparatuur kan eenvoudiger dan voorheen geïnstalleerd worden (bedrading kan in de vloer verwerkt worden).  Vlak na de opening werd in het gebouw ook het kenniscentrum voor bipolaire stoornis geplaatst.  